# 南町通 (仙台市)

仙台市の道路事業においては仙台駅前から西公園通と接続する大手町までが南町通とされている。

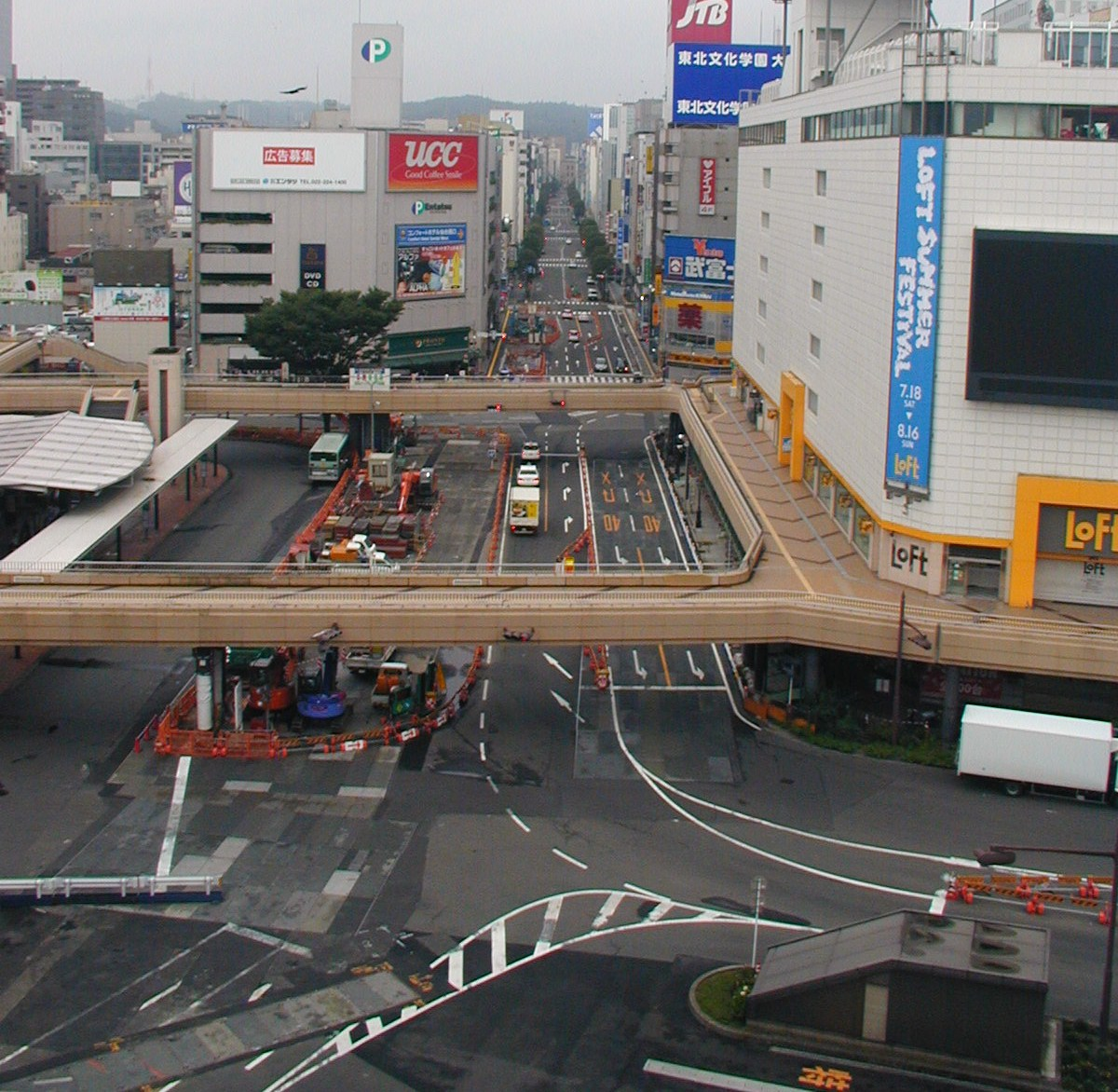
JR仙台駅の屋上駐車場から撮影した南町通。写真の右方向は駅前通。（2009年7月）

南町通（みなみまちどおり）は、宮城県仙台市青葉区にある道路である。市道南町通1号線の一部と片平五橋通線の一部からなり、仙台駅西口バスターミナルから西公園通と接続する大手町4丁目までの区間を指す。仙台市の愛称命名道路の1つで、1982年（昭和57年）に命名された。片側2車線の道路で、街路樹はトウカエデである。
1887年（明治20年）の仙台駅開設に関連して、仙台駅前から西側の南町まで続く道路が南町通として整備されたのがこの通りの端緒である。仙台市電が走る道りでもあった。1932年（昭和7年）から1945年（昭和20年）までは軍人の多門二郎に因み多門通（たもんどおり）と改称され、戦後の占領期には進駐軍からメイプル・ストリートとも呼ばれた。

## 路線

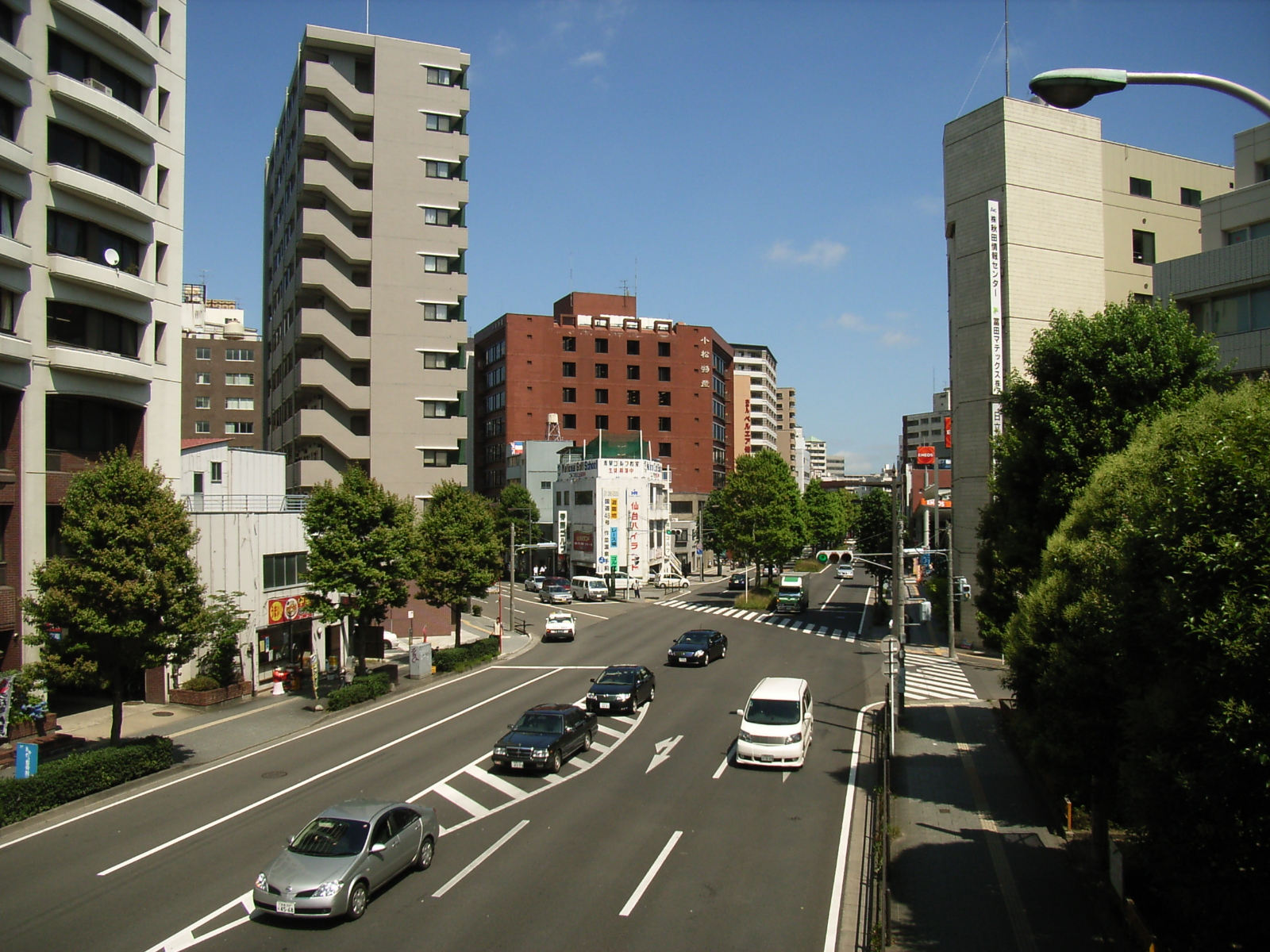
青葉区一番町二丁目歩道橋から南東方向の写真。南町通りは写真の手前から左方向へ曲がる。直進すると五ツ橋通。（2005年7月）

仙台市の道路愛称事業では、市道南町通1号線の一部と片平五橋通線の一部を合わせて、仙台駅西口のバスターミナルから西公園通と接続する大手町4丁目付近までの区間が南町通とされている。ただし資料によっては、南町通の西端を五ツ橋通との交差点付近とするものもある。
市道の南町通1号線（青葉1165）については、東端は仙台駅西口バスターミナルの北側にある仙台駅前交差点（青葉通りの西端）で、バスターミナルを経て、西端が五ツ橋通との交差点付近、仙台市道本荒町線（青葉1235）である。そこから西側の区間は、市道片平五橋通線（青葉1163）である。

## 歴史
現在の南町通と同じ道筋が17世紀からあったことは古地図から分かっており、道幅は1間（1.8メートル）ほどの細い道であった。推定1664年（寛文4年）の『城下絵図』および推定1669年（寛文9年）の『仙台城下絵図』では、東一番丁から東七番丁までの区間で確認出来る。東一番丁より西には、やや筋違いに南側から南町を通り過ぎて本荒町まで道が見られる。南町は芭蕉の辻から奥州街道沿いに南に延びる町で、現在の国分町通の一部にあたる。推定1678年（延宝6年）- 1680年（延宝8年）の『仙台城下絵図』では、東端が東十番丁まで延長されているのが分かり、その先は寺社地を縫って榴岡天満宮門前に至る道が見受けられる。1833年（天保4年）の『御城下町割絵図』でも延宝年間の『仙台城下絵図』と同様な道筋が見られるが、東二番丁から東七番丁までの区間では四ツ谷用水が流れていた様子が描かれ、また、南町を横切るやや筋違いの道は南町から東一番丁の区間のみが描かれている。東一番丁から榴岡天満宮門前の道筋は、現在においては、JR仙台駅の西側では南町通だが、仙台駅の東側では宮城野通の1本北の細道として残る。
1887年（明治20年）、東六番丁との交差部付近に日本鉄道の仙台駅が設置された。この時、道幅が9間（約16.2メートル）に広げられ、東一番丁までだった西端が1町西の南町まで延長された。やや筋違いだった南町から東一番丁間の細道は南町通の一部になったと見られる。仙台駅前から南町に繋がる道として「南町通」と命名された。なお、南町より西側のやや筋違いの道は、加川横丁（あるいは香川横丁）として残った。
1891年（明治24年）に大内屋の8代目である大内源太右衛門が柳と桜の街路樹を南町通に植えた。これが仙台における街路樹の始まりである。1926年（大正15年）には仙台市電が開通し、この通りを1976年（昭和51年）まで通ることになった。市電開通に際して、道幅は12間（約21.8メートル）に広げられた。このとき、南町より西の加川横丁も同じ幅に広げられ、南町通に組み込まれ、さらに西側に道を新設して片平丁に接続した。以上のような仙台駅設置と市電開通により、南町通は20世紀前半の仙台で中心的な街路の1つであった。
仙台に置かれた陸軍の第二師団は、満州に移駐するために1931年（昭和6年）4月仙台駅から出征した。駐屯地から各部隊が通った道はまちまちであったが、多門二郎師団長以下の師団本部は大町から芭蕉の辻で曲がって南町通を通った。その年のうちに満州事変が起こり、第二師団も戦った。師団が満州から引きあげるに際し、仙台市はその帰還を凱旋として歓迎する計画を立てた。発表された通路は名掛丁から大町を経て大橋を通る道と、南町通である。1932年（昭和7年）に東北帝国大学の5人の博士が師団長の功績を記念して多門通または多門町を仙台に設けることを市長に提案し、それを知った南町通の住民が改名を希望した。仙台市会がこれを認めて1月7日に改名を承認し、8日の師団凱旋を迎えた。当時、東北帝国大学の講師をしていた歴史学者の喜田貞吉は、個人の名を冠することに反対し、多門の自宅に談じ込んだ。話を聞いた多門はその通りと同意したが、それで市会の決定が覆ることはなかった。
1945年（昭和20年）に仙台に進駐したアメリカ軍は、南町通を「メイプル・ストリート」と呼んだが、市民は用いなかった。戦後、南町通の名が復活した。戦後の復興計画で、青葉通、広瀬通、定禅寺通が新たな主要道として整備された際、青葉通が最大幅50メートルで新設された一方で、南町通の拡幅は26メートルにとどまった。戦後も南町通は商業地として賑わうが、どちらかといえば官庁やオフィス中心であり、中心街路の地位は前記3つの通りに譲った。多門通が消えた後も、市道の正式名称は長く「市道多門通元常盤丁線」といったが、仙台市の政令指定都市移行を機に、1989年（平成元年）3月22日に南町通1号線と改めた。

## 交差する道路
| 交差する道路                                                       | 交差する道路                                | 交差点                    | 路線番号                   | 道路愛称 |
| 南方向                                                             | 北方向                                      | 交差点                    | 路線番号                   | 道路愛称 |
| ------------------------------------------------------------------ | ------------------------------------------- | ------------------------- | -------------------------- | -------- |
| 市道青葉1162号西公園通線＜西公園通＞                               |                                             |                           |                            |          |
| 市道青葉1335号花壇丁線                                             |                                             |                           | 市道青葉1163号片平五橋通線 | 南町通   |
| 市道青葉1315号片平丁線                                             | 市道青葉1161号大町片平線                    |                           | 市道青葉1163号片平五橋通線 | 南町通   |
|                                                                    | 市道青葉1280号区画街路南31号線              |                           | 市道青葉1163号片平五橋通線 | 南町通   |
| 市道青葉1159号晩翠通線＜狐小路＞                                   | 市道青葉1159号晩翠通線＜晩翠通＞            | 高等裁判所前              | 市道青葉1163号片平五橋通線 | 南町通   |
|                                                                    | 市道青葉1285号区画街路南37号線              | 高等裁判所前              | 市道青葉1163号片平五橋通線 | 南町通   |
| 市道青葉1236号一番町一丁目1号線                                    |                                             |                           | 市道青葉1163号片平五橋通線 | 南町通   |
| 市道青葉1163号片平五橋通線＜五ツ橋通＞                             |                                             |                           | 市道青葉1163号片平五橋通線 | 南町通   |
|                                                                    |                                             | 市道青葉1165号南町通1号線 |                            | 南町通   |
| 市道青葉1235号本荒町線＜本荒町通り＞                               |                                             |                           |                            | 南町通   |
|                                                                    | 市道青葉1304号区画街路南59号線              |                           |                            | 南町通   |
| 市道青葉1158号国分町通線＜国分町通＞＜奥州街道＞                   |                                             |                           |                            | 南町通   |
| 市道青葉1157号東一番丁線＜サンモール一番町商店街＞＜東一番丁通り＞ | 市道青葉1157号東一番丁線＜東一番丁通り＞    |                           |                            | 南町通   |
| 市道青葉1305号教楽院丁線＜教楽院丁通り＞                           | 市道青葉1234号南光院丁線＜南光院丁通り＞    |                           |                            | 南町通   |
| 国道286号＜東二番丁通り＞                                          |                                             |                           |                            | 南町通   |
| 仙台銀座                                                           |                                             |                           |                            | 南町通   |
| 仙台銀座                                                           |                                             |                           |                            | 南町通   |
| 市道青葉1156号東三番丁線＜東三番丁通り＞                           |                                             |                           |                            | 南町通   |
| 市道青葉1155号東四番丁線＜東四番丁通り＞                           |                                             |                           |                            | 南町通   |
| 市道青葉1154号愛宕上杉通2号線＜愛宕上杉通＞                        | 市道青葉1154号愛宕上杉通2号線＜愛宕上杉通＞ | バスプール前              |                            | 南町通   |
|                                                                    |                                             | 仙台駅前バスプール前      |                            | 南町通   |
| 市道青葉1165号南町通1号線＜駅前通＞                                |                                             |                           |                            |          |

## 沿道の施設など
- 仙台高等裁判所
- 仙台地方裁判所
- 仙台家庭裁判所
- ゆうちょ銀行仙台貯金事務センター本館
  - ゆうちょ銀行仙台貯金事務センター
  - ゆうちょ銀行仙台支店
    - 仙台中郵便局
- TMビル
  - 北都銀行仙台支店
  - 東北ミサワホーム本社
- 日本郵政グループ仙台ビル
  - 日本郵政東北施設センター
  - 日本郵便東北支社

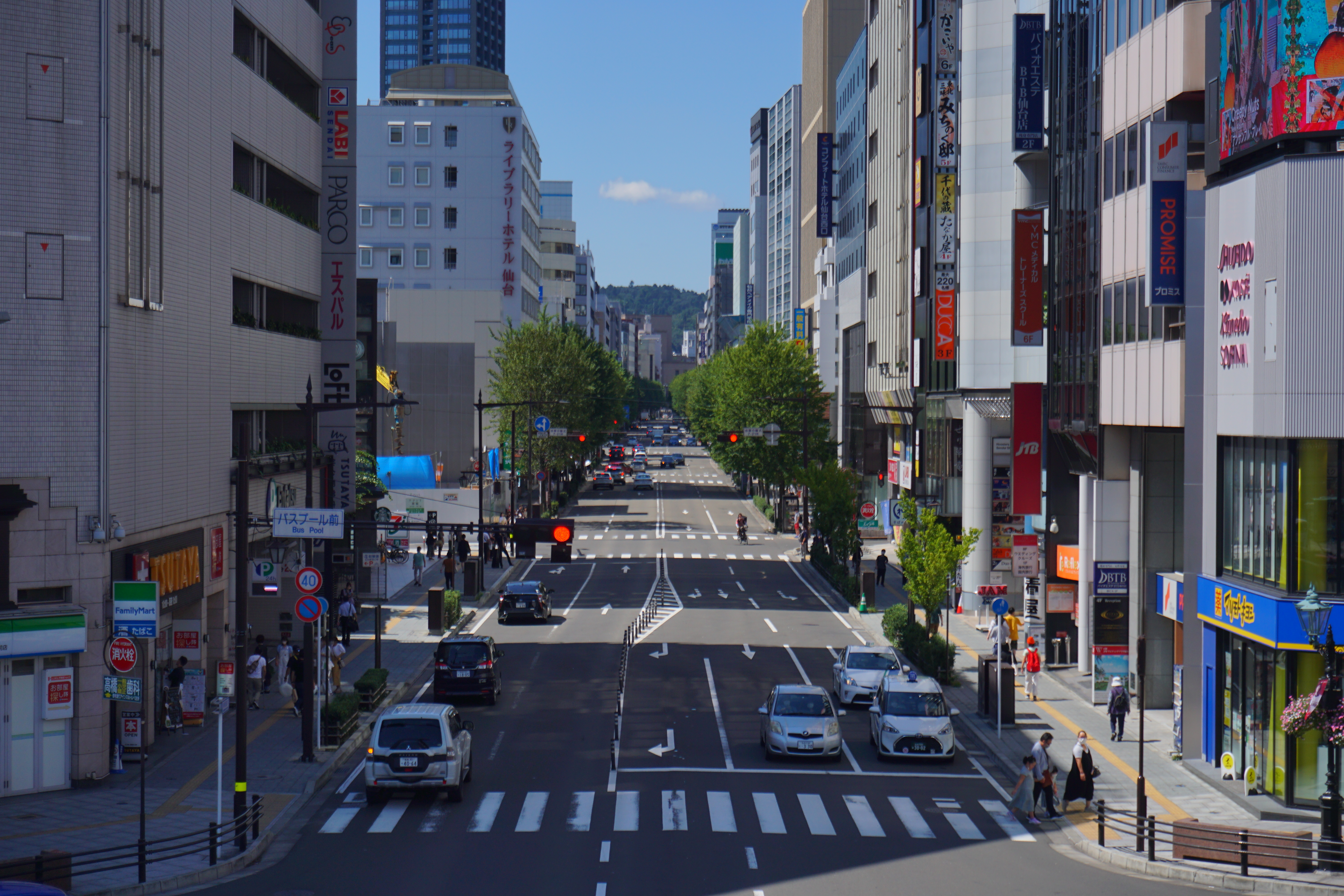
JR仙台駅西口ペデストリアンデッキから撮影した南町通（2022年9月）

  - ゆうちょ銀行東北エリア本部・宮城地域センター
  - かんぽ生命保険仙台支店
- 仙台NSビル
  - 青森みちのく銀行仙台一番町支店
  - 明治屋仙台一番町ストアー
- 仙台TRビル西館
- 仙台駅前開発ビル
  - 仙台ロフトなど
- 仙台KYビル
  - 北日本銀行仙台支店
- 宮城第一信用金庫本店

### かつて存在した施設
- 仙台座
- 仙台味噌醤油会館（晩翠草堂付近）
- 旧農林中央金庫仙台支店×（戦災を免れたルネサンス式建物だったが、2006年解体）→南町通センタービル
- 十字屋（2005年11月30日閉店 →ヤマダデンキLABI仙台→2025年7月14日閉店[13]）
- 東北工業大学一番町ロビー
- 七十七銀行南町通支店